# TV+
TV+ é um canal de televisão brasileiro sediado em Santo André, no estado de São Paulo. Opera no canal 27 da NET e foi inaugurado em 2002 pelo publicitário paulistano Carlos Carreiras. Em seus primeiros anos de existência, funcionava em sinal aberto na Região do Grande ABC através de uma concessão de Canal de Serviço Especial de Televisão por Assinatura (TVA). No dia 1 de janeiro de 2010, o canal passou a operar no canal 14 da NET, substituindo a Shop Tour.

## Programas
- ABC das Mães
- Carreiras e Profissões
- Click Noite
- Club&Casa
- Don Ernesto
- Esporte+
- Estrela da Manhã
- Futebol+ Debate
- J+ ABC
- + Vitta
- Momentos de Sabedoria
- Pra Casar
- Revista+
- Show+
- Tricotando Negócios
- Verbum
- Viagem+